# Portret Gregora Baci
Portret Gregora Baciego – portret autorstwa nieznanego malarza przedstawiający ranę oczodołu Gregora Baciego (węg. Baksa Márk, Gergely Paksy ur. XVI w., zm. XVI w.). Istnieje również niemal identyczny z olejnym obrazem miedzioryt. Baci był węgierskim szlachcicem, który odniósł ciężkie obrażenia głowy w wyniku trafienia lancą i według przekazów przeżył jeszcze rok. Portret uwieczniający jego przypadek znajduje się w gabinecie osobliwości austriackiego arcyksięcia Ferdynanda II w zamku Ambras w Innsbrucku.

## Tożsamość
Tożsamość mężczyzny, jak i dokładna przyczyna jego zranienia nie zostały jednoznacznie wyjaśnione i istnieją różne wersje dokumentujące to zdarzenie. Według legendy związanej z obrazem przechowywanym w zamku Ambras sportretowany to Gregor Baci, jednakże napis umieszczony na portrecie można też odczytać jako Gregor Baxi. Mógł on odnieść swoje obrażenia w czasie turnieju rycerskiego w wyniku trafienia kopią turniejową. Przeczy temu inwentarz z 1621 r., według którego ranę tę odniósł w walce przeciwko Turkom osmańskim i przeżył jeszcze rok od czasu tego zdarzenia. Według Józsefa Bánlakyego Gergely Paksy odniósł swoje obrażenia od tureckiej lancy i żył jeszcze przez pewien czas. Gregor Baci jest wyraźnie zniemczoną wersją węgierskiego miana Gergely Paksy, zatem chodzi najprawdopodobniej o tę samą osobę.

## Przekazy
Portret Gregora Baciego został namalowany ok. 1550 r. przez nieznanego malarza niemieckiego. Jest to olej na płótnie o wymiarach 31x39 cm. Obraz został po raz pierwszy wymieniony w inwentarzu z 1621 r. i należy do zbiorów Ambras Muzeum Historii Sztuki w Wiedniu. Napis "Gregor BAXI VNG: NOB:", umieszczony w lewym górnym rogu wskazuje, że sportretowaną osobą jest węgierski szlachcic Gregor Baci. 
Jest to portret młodego mężczyzny w półprofilu ze spojrzeniem skierowanym w lewo. Ubrany jest w wysoko zapinany kaftan, lewą stronę głowy ma gładko wygoloną, przy czym widoczna jest na niej blizna. Baci nosi wąsy i częściowo wygoloną brodę. Jego głowa jest przebita białą lancą, ozdobioną przebiegającym spiralnie brązowym pasem z czerwonym wzorem pióra. Lanca przeszywa prawe oko i wychodzi przez kark. Rana wejściowa na twarzy jest przedstawiona z wianuszkiem kropelek krwi spływających po grzbiecie nosa. Rana wyjściowa przedstawiona jest w formie zakrwawionej, porozrywanej tkanki skórnej. Podbiegnięte krwią lewe oko jest spuchnięte i lekko wysadzone z oczodołu. 

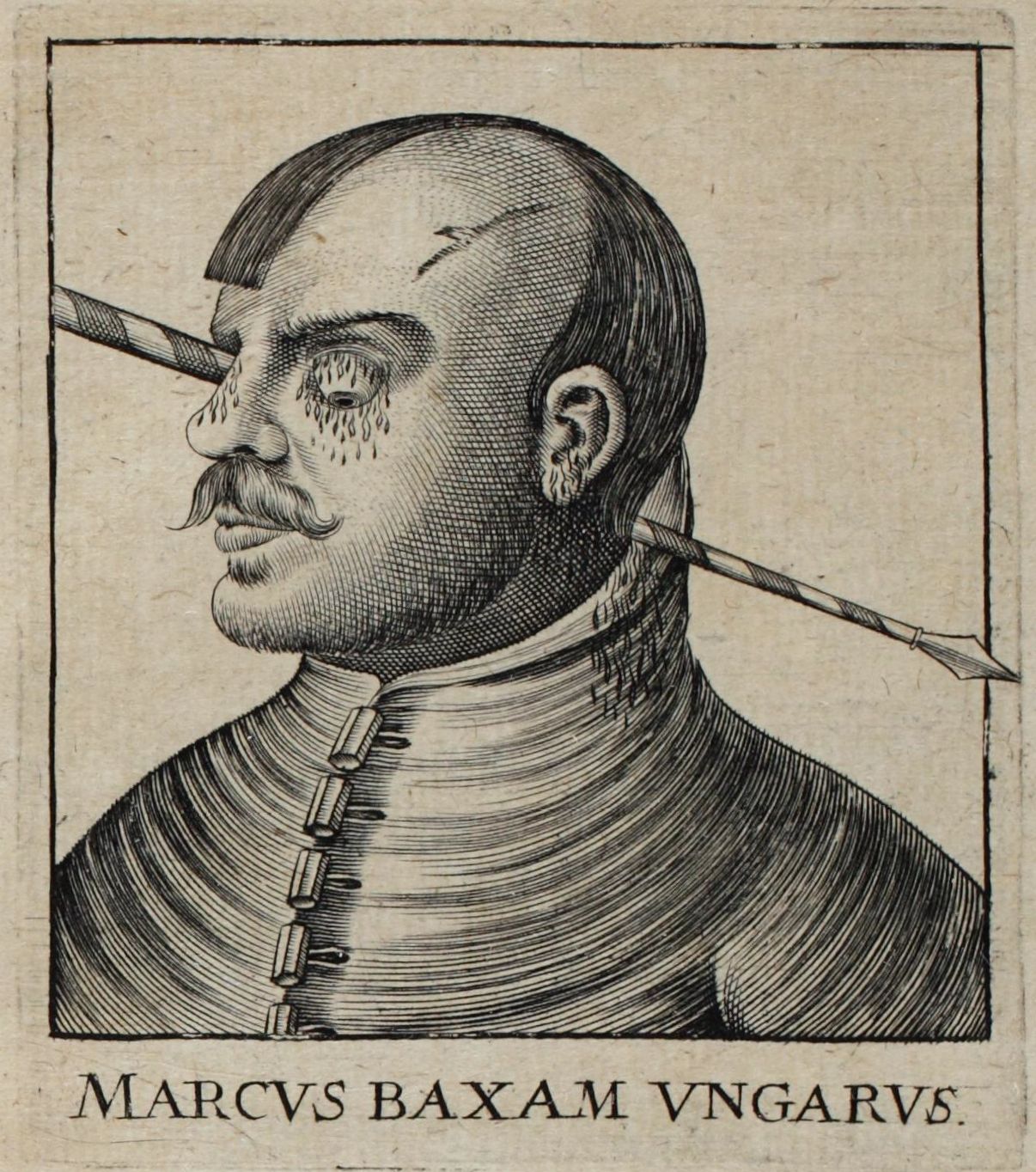
Baksa Márk – miedzioryt

Oprócz obrazu istnieje również miedzioryt, który jest niemal identyczny z obrazem z Galerii Ambras. Przyjmuje się, że powstał najprawdopodobniej w 1598 r. W przeciwieństwie do obrazu, mężczyzna z miedziorytu ma stębnowany kołnierz z prostokątnymi guzikami, jednakże zarówno rana od lancy, jak również przedstawiona osoba są niemal identyczne z tym, co można zobaczyć na portrecie Baciego z zamku Ambras.

## Aspekty medyczne
O tym, jak wiernie na obrazie został przedstawiony wypadek, nie da się dzisiaj już nic pewnego powiedzieć, ponieważ nie wiadomo, czy malarz wykonał obraz z natury, czy według opisów. 
Zgodnie z obrazem lanca wbiła się w prawy oczodół i wyszła z czaszki przez kark. Zaczerwienie i wytrzeszcz lewego oka związane są z przetoką zatoki jamistej. Opatrzenie ran Gregora Baciego polegało na odpiłowaniu lancy w miejscu wejścia i wyjścia. Współczesne wypadki tego rodzaju potwierdzają, że takie zranienia można przeżyć. 
Z powodu sceptycznych reakcji osób zwiedzających ekspozycję muzeum na informację o tym, że Baci przeżył rok po swoim wypadku, przypadek został zbadany przez radiologów, radioonkologów i neurologów Uniwersytetu Medycznego w Innsbrucku. W tym celu dwuwymiarowe dane z obrazu zostały przeniesione na trójwymiarowy model czaszki anonimowego pacjenta i za pomocą metody Rapid prototyping sporządzono model urazów głowy Baciego. Lekarze potwierdzili historyczny przekaz i możliwość tego, że Baci przeżył rok po swoim zranieniu. W korzystnych okolicznościach lanca mogła się przebić przez czaszkę poniżej mózgu. Jeśli przy tym opony mózgowe nie zostały uszkodzone, możliwość wystąpienia posocznicy mózgu nie była zbyt duża, co przemawia za wysokimi szansami przeżycia Baciego. Lekarze wychodzą z założenia (z dużym prawdopodobieństwem), że Baci pomimo tak poważnych obrażeń nie doznał większego uszczerbku na zdrowiu oraz że, w sprzyjających okolicznościach, można po takim zranieniu przeżyć długie lata. Przyjęto przy tym, że zawierające ołów farby pokrywające lancę miały antyseptyczne działanie na kanał rany. Trójwymiarowy model czaszki z raną od lancy jest wystawiony obok obrazu na wystawie w zamku Ambras.